# Glavočić pjeskuljaš
Glavočić pjeskuljaš je riba koja ima jako tanko tijelo i svjetlosmeđe je boje. Naraste do 11 cm, što je prilična veličina za rod Pomatoschistus. Glava je duga kao četvrtina tijela. Mužjak ima tamnu prugu na prvoj leđnoj peraji i 12 tankih zraka na drugoj. Glavočić pjeskuljaš se hrani rakovima i crvima. Ima velike oči. Velika opasnost mu je industrijsko zagađenje, a u Poljskoj je ugrožena vrsta.  

## Stanište
Kao što mu ime sugerira, najčešće živi u pješčanim ili blatnim područjima od niske obale do dubine 4-200 m, na temperaturi 8°C-24°C.
Najčešće se nalazi u europskim vodama, od Baltika do Mediterana. Nalazi se također u Jadranskom, Baltičkom i Crnom moru. 
Nalazi se na 71 ° do 35 ° sjeverne geografske širine i 11 ° do 34 ° istočne geografske dužine

## Razmnožavanje
Glavočić pjeskuljaš se razmnožava između veljače i svibnja. Ženka polaže jaja pod školjkama i hridima. Okoti se ljeti u plićaku. Mužjak stražari do dva tjedna pokraj jaja. Ličinka je duga do 0,41 cm. Životni vijek je 15-18 mjeseci, a može biti i dulji. Najdulji životni vijek je tri godine.

## Skrivanje od neprijatelja
Glavočić pjeskuljaš se jako dobro prilagođava okolišu. Pošto je svjetlosmeđe boje, lako se sakrije u pijesak. Također se skriva u rupe među stijenama.

## Ribolov
Glavočića pjeskuljaša često love u sjevernom Jadranu.                                    

## Vanjske poveznice
|  | Zajednički poslužitelj ima još gradiva o temi Pomatoschistus minutus |
|  | Wikivrste imaju podatke o taksonu Pomatoschistus minutus             |

- FishBase